# مديرية تاكنا
مديرية تاكنا (بالإنجليزية: Tacna District)‏  هي المستوى الثالث من التقسيم الإداري في بيرو، تتبع مقاطعة تاكنا.